# س. إل. بلاد
س. إل. بلاد (بالإنجليزية: C. L. Blood)‏ هو شخصية أعمال أمريكي، ولد في 8 سبتمبر 1835 في آير ‏ في الولايات المتحدة، وتوفي في 27 سبتمبر 1908.